# Cressida Cowell

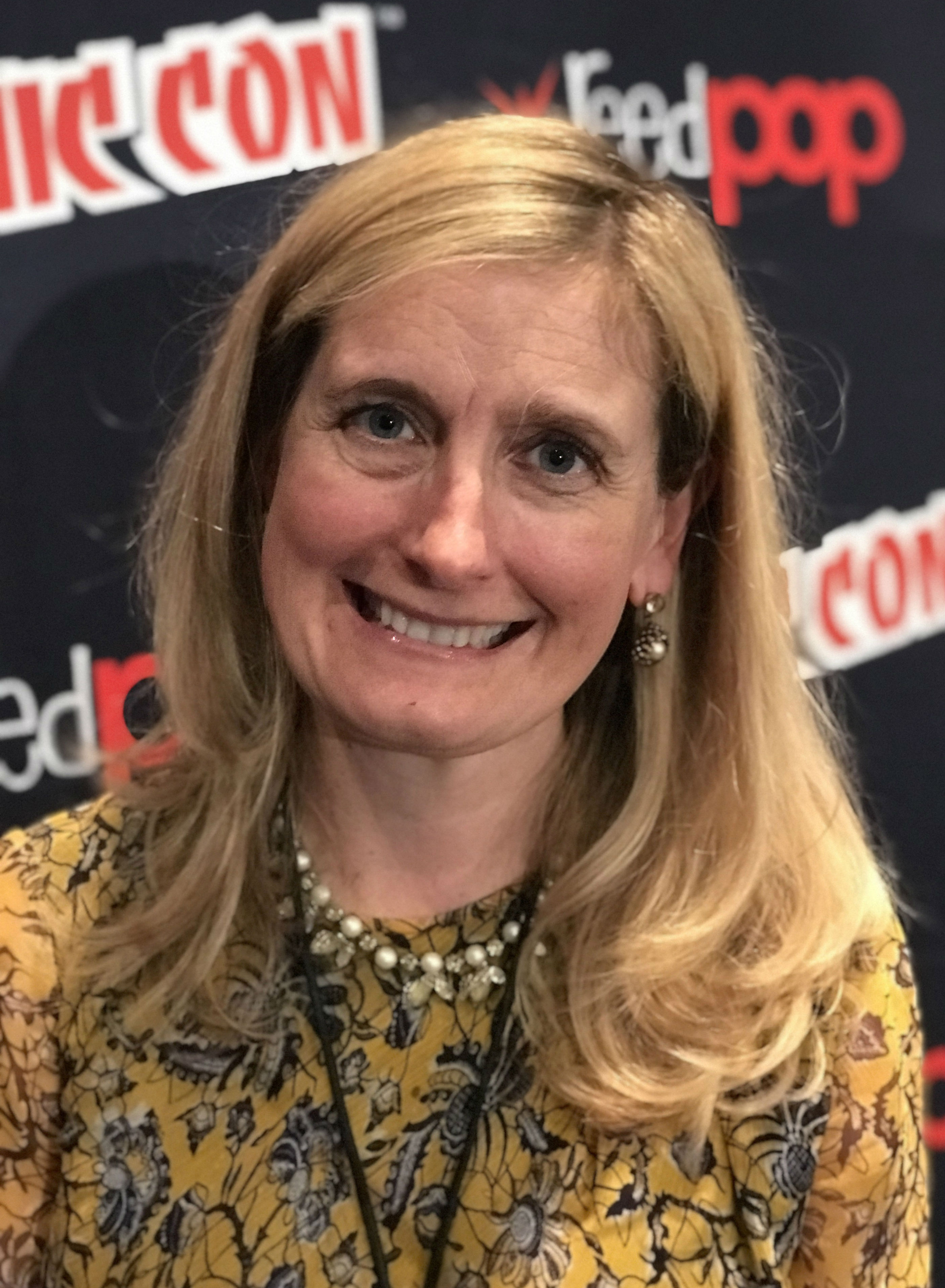
Cressida Cowell, 2017

Cressida Cowell MBE (* 15. April 1966 in London) ist eine britische Autorin und Illustratorin.
Cowell hat Englische Literatur in Oxford studiert, Grafikdesign am St. Martin’s College und Illustration an der University of Brighton. Seit 1998 schreibt sie Kinderbücher. Die Hicks-Reihe ist im Original mit ihren Illustrationen veröffentlicht worden. Cowell ist verheiratet und hat drei Kinder.

## Werke

### Drachenzähmen leicht gemacht
- How to Train Your Dragon. 2003; dt. Drachenzähmen leicht gemacht. Arena Verlag, Würzburg 2004, ISBN 978-3-401-60230-1
- How To Be A Pirate. 2004; dt. Wilde Piraten voraus! Arena Verlag, Würzburg 2005, ISBN 978-3-401-60231-8
- How To Speak Dragonese. 2005; dt. Strenggeheimes Drachenflüstern. Arena Verlag, Würzburg 2006, ISBN 978-3-401-60232-5
- How To Cheat A Dragon's Curse. 2006; dt. Mörderische Drachenflüche. Arena Verlag, Würzburg 2010, ISBN 978-3-401-60233-2
- How To Twist A Dragon's Tale. 2007; dt. Brandgefährliche Feuerspeier. Arena Verlag, Würzburg 2010, ISBN 978-3-401-60234-9
- A Hero's Guide To Deadly Dragons. 2007; dt. Handbuch für echte Helden. Arena Verlag, Würzburg 2010, ISBN 978-3-401-60235-6
- How To Ride A Dragon's Storm. 2008; dt. Im Auge des Drachensturms. Arena Verlag, Würzburg 2015, ISBN 978-3-401-60236-3
- How To Break A Dragon's Heart. 2009; dt. Flammendes Drachenherz. Arena Verlag, Würzburg 2016, ISBN 978-3-401-60237-0
- How To Steal A Dragon's Sword. 2011; dt. Jagd um das Drachenerbe. Arena Verlag, Würzburg 2018, ISBN 978-3-401-60238-7
- How To Seize A Dragon's Jewel. 2012; dt. Suche nach dem Drachenjuwel. Arena Verlag, Würzburg 2018, ISBN 978-3-401-60239-4
- How To Betray A Dragon's Hero. 2013; dt. Verräterisches Drachenmal. Arena Verlag, Würzburg 2019, ISBN 978-3-401-60240-0
- How to Fight a Dragon's Fury. 2015; dt. Der letzte Drachenkönig. Arena Verlag, Würzburg 2019, ISBN 978-3-401-60241-7

### Emily Brown; dt.Kathi Braun
- That Rabbit Belongs to Emily Brown. 2006; dt. Dieser Hase gehört Kathi Braun/Dieses Kaninchen gehört Kathi Braun. Boje Verlag, Köln 2007, ISBN 9783414820228
- Emily Brown and the Thing. 2007; dt. Kathi Braun und das Etwas. Boje Verlag, Köln 2008, ISBN 9783414821645
- Emily Brown and the Elephant Emergency. 2009
- Cheer Up Your Teddy Bear, Emily Brown. 2011

### Little Bo Peep
- Little Bo Peep's Library Book. 1999
- Little Bo Peep’s Troublesome Sheep. 2009

### Super Sue
- Super Sue. 2003
- Super Sue at Super School. 2005

### Andere
- Hiccup The Viking Who Was Seasick. 1999
- Don't Do That, Kitty Kilroy. 1999
- Claydon was a Clingy Child. 2001
- What Shall We Do with the Boo-Hoo Baby. 2002; dt. Was ist los mit dem Buh-huu-Baby?. Oetinger Verlag, Hamburg 2000, ISBN 9783789163531
- Daddy on the Moon. 2005
- There's No Such Thing as a Ghostie!. 2005
- The Complete Book of Dragons: A Guide to Dragon Species. 2014

## Auszeichnungen
- Nestlé Smarties Book Prize: 2006 für That Rabbit Belongs to Emily Brown in der Kategorie Kinder unter 5 Jahre

## Verfilmungen
- 2010: Drachenzähmen leicht gemacht
- 2012–2018: DreamWorks Dragons
- 2014: Drachenzähmen leicht gemacht 2
- 2019: Drachenzähmen leicht gemacht 3: Die geheime Welt